# الآن أفضل (فلم)
الآن أفضل أو معكَ أنا أفضل هو فيلم درامي رومانسي عُرض في عام 2012 من إخراج أوول باركر، مقتبس من رواية جيني داونهام (قبل أن أموت) لعام 2007، كُتب من قبل باركر، وهو الكاتب ذاته لسيناريو «لأفضل فندق» (ماريجولد إكزوتيك). الفيلم من بطولة داكوتا فانينغ، وجيريمي إيرفين وبادي كونسيدين، وتلعب تيسا فيه دور البطولة، الفتاة التي تحتضر بسبب مرض اللوكيميا، وتحاول استغلال كل لحظة من لحظات حياتها الأخيرة للاستمتاع وعمل كل الأشياء التي تجعلها سعيدة. صدر الإعلان الأول للفيلم في 5 مارس 2012. مغزى هذه القصة هو أن لا نسمح لشيءٍ أيًا كان أو مهما كان مدى صعوبته أن يمنعنا من الاستمتاع والحب في هذه الحياة، لأننا نحياها مرة واحدة فقط.

## أحداث القصّة
تتمحور أحداث هذه القصة حول تيسا، تيسا الفتاة الجميلة، ابنة السبعة عشرة ربيعًا، المصابة بسرطان الدم الليمفاوي الحاد. زوي هي صديقتها المقربة والدافع الأكبر؛ بتشجيع من زوي تكتب تيسا قائمة من المهام التي تود القيام بها للاستماع واستغلال كل لحظة من لحظاتها الأخيرة، ولم تكشف عنها إلا قبل فترة قصيرة من رحيلها. في إحدى الليالي وفي أثناء وجودها في نادٍ ليلي حاول كلاهما ممارسة الجنس مع صبيان يلتقيانهما هناك، المهمة الأولى. وفي اليوم التالي تذهب تيسا إلى برنامج حواري إذاعي مع والدها الاعزب، إذ تسخر من طريقة والدها المبتذلة وتشخيصها النهائي عن المرض، وتجعل منه أضحوكة!.
كال هو شقيق تيسا، تعامله تيسا بكل حب وحنان لشعورها بالذنب تجاهه؛ لانشغال والديها بها عنه، يقضيان أوقاتًا ممتعة معًا بالقيام بكل الأشياء التي يحبها كال، في حين يحاول والدها تكريس كل لحظة من لحظات حياته من أجل ابنته المريضة على الرغم من عدم قدرته على إبعاد المرض عنها فَليسَ باليد حيلة، عندما تكون والدتها داعمة، ولكن نادرًا ما تكون موجودة من أجلها، لشعورها بالأسى الكبير، وعدم تقبلها فكرة أن ابنتها مصابة بمرض سوف يودي بحياتها، وأن أيامها شارفت على النهاية. بعدها تقرر تيسا المحاربة إزالة آخر معدات العلاج الكيميائي من جسدها بعد عناء طويل مع المرض حتى تتمكن من العيش ما تبقى من حياتها بصورة طبيعية. وفي أحد الأيام المشمسة، إذ كان الجو لطيفًا جدًا لا بد من أنه يوم حظنا!، تلتقي تيسا بجارها الجديد آدم، ذو القلب الطيب الذي يعتني بوالدته التي تشكل عائقًا لعدم قدرته على تركها وحيدةً بعد وفاة والدهِ، إذ يؤجل حياته الخاصة -مثل الذهاب إلى الجامعة- للبقاء معها، تَودهُ تيسا من أول لحظة من لقائهما، وتشعر بقربه، ويصبحان صديقين مباشرةً، ينضم آدم إلى مغامرات تيسا وزوي، إذ يعتني بهما في أثناء تناولهما الفطر المهلوس، ويأخذهما إلى الغابة والمنحدرات الرائعة، يليه الذهاب إلى حفلة حيث تبدأ مشاعر تيسا وآدم بفضحهما، والحبُ باتَ مُعلنا...
تواصل تيسا وزوي العمل على المهمة التالية وهي السرقة من أحد المتاجر، وبعد مطاردة قبض عليهما رجال الأمن، وحصلت المفاجئة؛ زوي سرقت اختبار حمل!، ما يشير إلى أنها قد تكون حامل!. وفي ليلة نرجسية، إذ كانت السماء صافية، والنجوم لامعة، تذهب تيسا وآدم إلى الشاطئ معًا ويبدآن بالاعتراف بما يدور في خاطرهما. وعند الصباح تقدم تيسا آدم إلى والدها، الذي يظهر رفضًا تامًا لعلاقتهما، لأن صحة تيسا تتدهور حاليًا بعد أن توقفت عن العلاج الكيميائي، ولأن حالتها سوف تزداد سوءًا، ولن يكون آدم قادرًا على تحمل ذلك.
تأخذ تيسا زوي إلى العيادة، حيث تشعر حينها بشعور غريب وجميل جدًا، لأنها -للمرة الأولى- سوفَ تصبح خاله، في حين أن زوي لم تكن متأكدة؛ هل كانت قادرة على الاحتفاظ بالطفل؟. وفي أحد أيام تيسا المحاربة، تحاول الذهاب إلى موعد غرامي مع آدم، وحصل ما لم يكن متوقعًا، فجأةً وقبل وصول آدم بثوانٍ تنفجر بنزيف حاد في الأنف، يتجمد آدم في مكانه من الصدمة، ولا ينطق بأية كلمة عند رؤيتها في هذه الحال، لا أحد يحتمل رؤية من يحب في هكذا حال، تاركًا والدة تيسا تنقلها إلى المستشفى. ذات يوم أخبرت آدم بأنها تتمنى لو أن كل العالم يعلم بوجود تيسا المحاربة، ويذكر هذا الاسم. في أثناء وجودها في المستشفى يكتب آدم اسمها في جميع أنحاء المدينة، وعندما تغادر تيسا المستشفى ترى اسمها في جميع أنحاء المدينة، إذ غادرت تيسا المستشفى، وفي الطريق (يا للمفاجئة!) تيسا في كل مكان، عندما رأت اسمها شعرت بسعادة غامرة من أعماق قلبها. نجح الملاك المنقذ في الإنقاذ.  
تضع تيسا حلمًا آخر، وهو رؤية طفل زوي، بعد أن أخبرتها زوي؛ إنها سوف تحتفظ بالطفل، وستلد في أبريل. تبدأ تيسا وآدم بقضاء كل ليلة معًا حتى لا تشعر بالوحدة بعد الآن، حتى بعد أن رفض والدها الطلب نظرًا إلى سنهما، وما تمر به تيسا، ولكنه يلين بعد أن كشفت تيسا أنها مستعدة للمخاطرة، على الرغم من العبء القادم لتفاقم المرض عليها. تزور تيسا طبيبها، الذي يخبرها أن المرض قد تسبب في انهيار جهازها المناعي، وأن حياتها شارفت على النهاية. لن تصمد إلى أبريل لترى طفلة زوي. تهرب تيسا محملةً بالخيبة، مسرعةً إلى ملاذها وملاكها المنقذ، ولكنها ولسوء الحظ لم تجده. فقد ذهب آدم إلى يوم توجيهي في إحدى الجامعات التي يخطط لحضورها في الخريف، كما قالت والدته. تصارع تيسا نفسها وحيدةً ما يؤدي إلى الانهيار التام وتحطم غرفتها، وتظهر قائمة المهام المرسومة على جدارها، التي كانت مخبأة بوساطة بطانية. وعنده عودة والدها إلى المنزل يرى القائمة، ما يؤدي إلى انهياره هو الآخر، لأنها استبعدته في الوقت الذي أراد هو قضاء أكبر وقت ممكن معها. تعتذر تيسا لوالدها لشعوره بالذنب لعدم قدرته على انقاذ ابنته الوحيدة، وكأنه يقول: «لو كانت الحياة تُهدى، لأهديتك حياتي».
تهرب تيسا مرة أخرى إلى المنحدرات الساحلية، حيث يجدها آدم، ويعيشان لحظة من الاستشفاء يدًا بيد، وكأنه شعور الطمأنينة بعده التوبة!، إذ تمنح تيسا آدم خالص الحب، وتتمنى له التوفيق والسعادة في الجامعة. في الفصل الأخير من القصة تبدأ صحة تيسا بالتدهور سريعًا، وبعد لقائها الدوري مع ممرضتها، أخبرتها إن الرحلة شارفت على الوصول. تقضي تيسا أيامها الأخيرة مع آدم ووالديها وشقيقها. وأحيانًا أخرى، غارقةً في فقدانها لوعيها بسبب المخدرات، تعيش تيسا سلسلة من أحلام اليقظة التي لم تستطع تحقيقها على أرض الواقع، إذ تعيش فيها حياة سعيدة وصحية مع آدم. تمضي بأحلام اليقظة مع عائلتها، وهي تقول؛ وداعًا تيسا وداعًا تيسا. تليها أحلام أخرى مستلقية فيها بسلام مع آدم (السلام الحقيقي هو أن تموت بين ذراعي من تحب) تيسا رحلت بسلام بين ذراعي آدم، وأحلام يقظة أخيرة وهي تلتقي بطفل زوي وتحمله بين ذراعيها أيضًا مع ابتسامة خلابة. آخر ما نطقته تيسا: «إن الحياة سلسلة من اللحظات، دعها تذهب»، وسوف نلتقي مجددًا في حياةٍ أخرى، ولو بعد حين.»

## روابط خارجية
- مقالات تستعمل روابط فنية بلا صلة مع ويكي بيانات
- Now Is Good at بوكس أوفيس موجو